# 히젠국

히젠 국

히젠국(일본어: 肥前国 히젠노쿠니[*])은 사이카이도에 있던 일본의 옛 구니이다. 현재의 사가현 및 쓰시마섬과 이키섬을 제외한 나가사키현에 해당한다.
히 국(火国/肥国)을 분할하여 7세기 말에 성립되었다. 히고국(肥後国) 이름이 《속일본기》에 처음 등장하는 지토 천황 10년(696년) 이전의 어느 시점에선가 히젠 국과 히고 국이 나뉘었다고 추정된다.

## 군
- 기이 군 (히젠 국)(일본어판)(基肄郡)
- 야부 군 (히젠 국)(일본어판)(養父郡)
- 미네 군 (히젠 국)(일본어판)(三根郡)
- 간자키군(神埼郡)
- 사가군(일본어판)(佐賀郡)
- 오기군(일본어판)(小城郡)
- 마쓰라 군(松浦郡)
- 기시마군(杵島郡)
- 후지쓰군(藤津郡)
- 소노키군(일본어판)(彼杵郡)
- 다카키군(일본어판)(高来郡)

## 같이 보기
- 나가사키 역사문화박물관